# Кониот Лејкшор (Пенсилванија)
Кониот Лејкшор (енгл. Conneaut Lakeshore) насељено је место без административног статуса у америчкој савезној држави Пенсилванија.

## Демографија
По попису из 2010. године број становника је 2.395, што је 107 (-4,3%) становника мање него 2000. године.
| Група             | 2000.         | 2010.         |
| Белци             | 2.475 (98,9%) | 2.333 (97,4%) |
| Афроамериканци    | 2 (0,1%)      | 13 (0,5%)     |
| Азијати           | 3 (0,1%)      | 6 (0,3%)      |
| Хиспаноамериканци | 9 (0,4%)      | 22 (0,9%)     |
| Укупно            | 2.502         | 2.395         |